# Milionia paradisea
Milionia paradisea är en fjärilsart som beskrevs av Jordan 1903. Milionia paradisea ingår i släktet Milionia och familjen mätare. Inga underarter finns listade i Catalogue of Life.